# Marasmius saccharinus
Marasmius saccharinus är en svampart som först beskrevs av August Johann Georg Karl Batsch, och fick sitt nu gällande namn av Elias Fries 1838. Marasmius saccharinus ingår i släktet Marasmius och familjen Marasmiaceae.  Artens status i Sverige är: Ej påträffad. Inga underarter finns listade i Catalogue of Life.